# 那須塩原市立埼玉小学校
那須塩原市立埼玉小学校（なすしおばらしりつ さきたましょうがっこう）は、栃木県那須塩原市埼玉にある公立小学校。

## 沿革

### 年表
- 1948年5月10日 - 黒磯町立黒磯小学校埼玉分校として開校。
- 1964年
  - 1月27日 - 独立認可
  - 3月31日 - 黒磯小学校埼玉分校を廃止。
  - 4月1日 - 黒磯町立埼玉小学校として発足。
- 1969年1月23日 - 校歌制定
- 1970年11月 - 市制施行により黒磯市立埼玉小学校と改称。
- 1973年11月20日 - 校旗樹立
- 2005年1月1日 - 市町村合併により那須塩原市立埼玉小学校と改称。

## 教育方針
- 校心
  - ひらく・みがく・のびる
- 教育目標
  - 進んで学ぶ子
  - 自分も友達も大切にする子
  - 心も体も元気な子

## 通学区域
通学区域は以下の通りである。
那須塩原市
- 新上厚崎
- 馬蹄形
- 上埼玉1区, 2区の一部（県道黒磯田島線南側地区）
- 下埼玉
- 南埼玉1-3区
- 上厚崎1-5丁目
- 春日町

## 交通
- JR東北本線（宇都宮線）黒磯駅より徒歩48分（約3.8km）
- 那須塩原市営バス（ゆーバス）黒磯南高校線 埼玉小学校前バス停より徒歩1分（約5m）